# Hinder
Hinder [ˈhɪndə] ist eine fünfköpfige US-amerikanische Post-Grunge-Rockband aus Oklahoma City.

## Geschichte
Die Band wurde im Juli 2001 gegründet, als der Songwriter und Sänger Austin Winkler mit den Zufallsbekanntschaften Joe Garvey und Cody Hanson eine Jamsession spielte. Drei Jahre spielten sie zusammen, bis Mark King und Mike Rodden 2004 dazustießen und sie ihre ersten Aufnahmen auf eigene Kosten machten. Durch ihre erste vielversprechende EP mit dem Titel Far from Close kamen sie in kurzer Zeit zu einem Plattenvertrag bei Universal und 2005 erschien ihr erstes Album Extreme Behavior. Nach schlechten Kritiken zu Beginn entwickelte sich das Album insofern zu einem kommerziellen Erfolg, als es ein Jahr nach der Veröffentlichung mit ungefähr zwei Millionen verkauften Exemplaren Doppel-Platin in den USA erreichte.
Während dieses Jahres nahm nicht nur ihre Beliebtheit bei den Radiostationen zu, ihre Bekanntheit stieg auch durch Auftritte und Touren mit vielen bekannten Rockbands wie Nickelback, Hoobastank, Staind und Aerosmith.
Die erste Single Get Stoned war zuerst nur ein kleinerer Erfolg in den US-Rock-Charts, aber der endgültige Durchbruch gelang ihnen mit dem Lied Lips of an Angel. Nach Platz eins in den Pop- und Downloadsparten der US-Charts kletterte das Lied bis auf Platz 3 der offiziellen Top 100. In Australien und Neuseeland stieg das Lied auf Anhieb auf der Spitzenposition in die Singlecharts ein.
Anfang 2013 ging Sänger Austin Winkler in den Entzug und wurde während der US-Tour durch Jared Weeks (Saving Abel) ersetzt. Im November 2013 verkündete die Band, dass Winkler kein Bandmitglied mehr sei. Daraufhin wurde Nolan Neal als neuer Frontmann getestet. Mit ihm veröffentlichte Hinder die Single Hit the Ground. Gleichzeitig wurde das neue Album When the Smoke Clears für das Frühjahr 2015 angekündigt. Über die offizielle Facebook-Seite wurde schließlich Marshal Dutton als endgültiger Frontmann bekanntgegeben. Die Single Rather Than Hurt ist die erste mit Dutton.

## Diskografie

### Alben
| Jahr | Titel Musiklabel                          | Höchstplatzierung, Gesamtwochen, AuszeichnungChartplatzierungen (Jahr, Titel, Musiklabel, Platzierungen, Wochen, Auszeichnungen, Anmerkungen) | Höchstplatzierung, Gesamtwochen, AuszeichnungChartplatzierungen (Jahr, Titel, Musiklabel, Platzierungen, Wochen, Auszeichnungen, Anmerkungen) | Anmerkungen                                                    |
| Jahr | Titel Musiklabel                          | AT | US | Anmerkungen                                                    |
| ---- | ----------------------------------------- | --- | --- | -------------------------------------------------------------- |
| 2005 | Extreme Behavior Republic Records         | — | US6 ×3Dreifachplatin · (96 Wo.)US | Erstveröffentlichung: 27. September 2005 Verkäufe: + 3.170.000 |
| 2008 | Take It to the Limit Republic Records     | — | US4 Gold · (38 Wo.)US | Erstveröffentlichung: 4. November 2008 Verkäufe: + 500.000     |
| 2010 | All American Nightmare Republic Records   | — | US37 (14 Wo.)US | Erstveröffentlichung: 7. Dezember 2010                         |
| 2012 | Welcome to the Freakshow Republic Records | — | US65 (2 Wo.)US | Erstveröffentlichung: 4. Dezember 2012                         |
| 2015 | When the Smoke Clears The End Records     | — | US75 (1 Wo.)US | Erstveröffentlichung: 12. Mai 2015                             |
| 2017 | The Reign The End Records                 | — | — | Erstveröffentlichung: 11. August 2017                          |

### EPs
- 2003: Far from Close
- 2016: Stripped

### Singles
| Jahr | Titel Album                       | Höchstplatzierung, Gesamtwochen, AuszeichnungChartplatzierungen (Jahr, Titel, Album, Platzierungen, Wochen, Auszeichnungen, Anmerkungen) | Höchstplatzierung, Gesamtwochen, AuszeichnungChartplatzierungen (Jahr, Titel, Album, Platzierungen, Wochen, Auszeichnungen, Anmerkungen) | Anmerkungen                                               |
| Jahr | Titel Album                       | AT | US | Anmerkungen                                               |
| ---- | --------------------------------- | --- | --- | --------------------------------------------------------- |
| 2005 | Get Stoned Extreme Behavior       | — | US— GoldUS | Erstveröffentlichung: 26. Juli 2005 Verkäufe: + 500.000   |
| 2006 | Lips of an Angel Extreme Behavior | AT62 (1 Wo.)AT | US3 ×3×4Dreifachplatin (Mastertone) + Vierfachplatin · (33 Wo.)US                                                                        | Erstveröffentlichung: 24. Juli 2006 Verkäufe: + 7.230.000 |
| 2007 | Better Than Me Extreme Behavior   | — | US31 (20 Wo.)US | Erstveröffentlichung: 6. Februar 2007                     |
| 2008 | Without You Take It to the Limit  | — | US85 (9 Wo.)US | Erstveröffentlichung: 23. September 2008                  |

Weitere Singles
- 2006: How Long
- 2007: Better Than Me
- 2007: Homecoming Queen
- 2007: Shoulda
- 2007: By the Way
- 2008: Use Me
- 2008: Without You
- 2009: Up all Night
- 2009: Loaded and Alone
- 2010: All American Nightmare
- 2011: What Ya Gonna Do
- 2011: The Life
- 2012: Red Tail Lights
- 2012: Save Me
- 2012: Ladies Come First
- 2013: Is It Just Me
- 2013: Should Have Known Better
- 2013: Talk to Me
- 2013: Freakshow
- 2014: Hit the Ground
- 2015: Intoxicated
- 2017: Remember Me
- 2017: The Reign
- 2018: Making It Hard
- 2019: Halo
- 2019: Life in the Fast Lane

## Auszeichnungen für Musikverkäufe
| Platin-Schallplatte - Australien - 2007: für das Album Extreme Behavior - 2007: für die Single Lips of an Angel - Kanada - 2007: für das Album Extreme Behavior - Neuseeland - 2007: für das Album Extreme Behavior - 2008: für die Single Lips of an Angel | 4× Platin-Schallplatte - Kanada - 2007: für den Klingelton Lips of an Angel |

Anmerkung: Auszeichnungen in Ländern aus den Charttabellen bzw. Chartboxen sind in ebendiesen zu finden.
| Land/RegionAuszeichnungen für Musikverkäufe (Land/Region, Auszeichnungen, Verkäufe, Quellen) | Gold     | Platin       | Verkäufe   | Quellen               |
| -------------------------------------------------------------------------------------------- | -------- | ------------ | ---------- | --------------------- |
| Australien (ARIA)                                                                            | —        | 2× Platin2   | 140.000    | aria.com.au           |
| Kanada (MC)                                                                                  | —        | 5× Platin5   | 240.000    | musiccanada.com       |
| Neuseeland (RMNZ)                                                                            | —        | 2× Platin2   | 39.000     | radioscope.net.nz NZ2 |
| Vereinigte Staaten (RIAA)                                                                    | 2× Gold2 | 10× Platin10 | 11.000.000 | riaa.com              |
| Insgesamt                                                                                    | 2× Gold2 | 19× Platin19 |            |                       |